# San Vicente (Misiones)
San Vicente é um município argentino da província de Misiones, situado dentro do departamento Guaraní. Se situa em uma latitude de 26° 37' sul e em uma longitude de 54° 08' oeste.
O município conta com uma população de 38.247 habitantes, segundo o censo do ano 2001 (INDEC).